# Jérôme Sable
Jérôme Sable és un director de cinema, guionista i compositor canadenc.

## Premis
- 2010: premi al curtmetratge de terror a l'Austin Fantastic Fest per The Legend of Beaver Dam;
- 2010: trofeu al millor curtmetratge al Screamfest per The Legend of Beaver Dam;
- 2010: Premi al millor curtmetratge al XLIII Festival Internacional de Cinema Fantàstic de Catalunya per The Legend of Beaver Dam[2]
- 2011: gran premi del jurat al millor curtmetratge al Festival Internacional de Cinema de Dallas per The Legend of Beaver Dam;
- 2011: premi al millor curtmetratge de terror al Festival de Cinema de Newport Beach per The Legend of Beaver Dam;
- 2011: menció honorífica al director de curtmetratges al Festival de Cinema de Sundance per The Legend of Beaver Dam;[3]

## Filmografia
- 2010 : Meanwhile...
- 2010 : The Legend of Beaver Dam (curtmetratge)
- 2014 : Stage Fright[4]